# 大孔粗盔鯰
大孔粗盔鯰，為輻鰭魚綱鯰形目項鰭鯰科的其中一種，為熱帶淡水魚類，分布於南美洲巴西淡水流域，棲息在底層水域，生活習性不明。
其种加词“Porosus”意为“多孔的”。